# Alice Constance Austin
Alice Constance Austin (ur. 24 marca 1862 w Chicago, zm. 17 grudnia 1955) – amerykańska architektka, urbanistka, działaczka feministyczna i socjalistyczna.
Jej najsłynniejsza propozycja w kolonii Llano del Rio (Kalifornia), choć nigdy w pełni nie zrealizowana, wywarła duży wpływ na późniejsze projekty miast i planowanie architektoniczne. W 1935 opublikowała książkę The Next Step; How to Plan for Beauty, Comfort, and Peace with Great Savings Effected by the Reduction of Waste, w której omówiła idee socjalistyczne stojące za powstaniem Llano del Rio, trudności związane z projektem i niektóre z pomysłów na planowanie.

## Praca architektoniczna
W 1888 zaprojektowała dom dla siebie i swoich rodziców w Mission Canyon w hrabstwie Santa Barbara.
Llano del Rio to najbardziej znany projekt Alice Constance Austin. Została zatrudniona na początku lat 10. XX wieku przez Joba Harrimana, socjalistę, który miał zamiar zbudować społeczność spółdzielczą w Palmdale w Kalifornii. Był to plan miasta o okrągłym kształcie, który obejmował budynki administracyjne, restauracje, kościoły, szkoły, rynki itp. Domy miały nowoczesny, feministyczny projekt i obejmowały plany domu bez kuchni, wspólne obszary opieki nad dziećmi, wbudowane meble i podgrzewane podłogi z płytek; co miałoby służyć zmniejszeniu ilości prac domowych wykonywanych przez kobiety. Feministyczne koncepcje Austin w znacznym stopniu uzupełniały socjalistyczne idee Harrimana, ponieważ oba podejścia kwestionowały patriarchalną historię statusu społecznego.
Koncepcja miast ogrodów Ebenezera Howarda i feministyczny wpływ Charlotte Perkins Gilman zainspirowały projekty Austin. W sferze publicznej zdecydowała się promować bezpieczeństwo i przystępność cenową, co ilustrują jej plany dotyczące parków publicznych i domów dla kobiet w potrzebie (z powodu przemocy, rozwodu itp.). W sferze prywatnej projektowała z myślą o komforcie, wydajności, funkcjonalności i wspólnych pracach domowych.